# Aino Kishi
Aino Kishi (Japans: 希志あいの, Kishi Aino) (Hokkaido, 1 februari 1988) is een Japans pornoactrice/AV Idol en voormalig gravure-idool.
Kishi debuteerde in 2007 in gravure in het seinenmagazine Young Gangan. Er ontstonden op internet geruchten dat haar debuut al in 1998 plaatsvond, tot dit door haarzelf werd ontkend op de officiële blog. De geboorteplaats is in feite Hokkaido, maar wordt vaak weergegeven als Tokio. Kishi toonde ook haar interesse in de schilderkunst, maar dit is niet meer dan een hobby geworden. In 2009 speelde zij de hoofdrol in de Japanse komische horror en samoeraifilm Samurai Princess. In december 2011 werd er een videogame uitgebracht voor Android met Kishi in de hoofdrol (Aino Kishi Slot Machine).

## Filmografie
- Samurai Princess (2009)
- Rubbers (2010)
- Kekkô Kamen: Shinsei - Reborn (2012)
- The Maidroid (2015)